# Radulfus Niger
Radulfus Niger (* vor 1146; † um 1200) war ein englischer Theologe und Jurist. Er ist besonders für seine eigene und die historisch erste systematische Zusammenfassung der Einwände gegen die Kreuzzüge bekannt, die er in seinem Traktat De re militari et triplici via peregrinationis Ierosolimitane um 1188 niederschrieb und veröffentlichte.

## Leben
Nach seinen Studien in Paris, bei Johannes von Salisbury und Gerardus Puella, erwarb Niger um 1166 den Titel eines magister. Er stand in Beziehung zum Erzbischof Thomas Beckett von Canterbury und trat dann in die Dienste Heinrichs II. von England, mit dem er allerdings nach der Ermordung des Thomas brach. Seit 1173 lebte er im Exil in Frankreich. Hier entstanden seine Bibelkommentare und sein Anti-Kreuzzugstraktat, die er verschiedenen Kardinälen, Bischöfen und Theologen zur Prüfung vorlegte.
Seine Chroniken verfasste er in England, wohin er nach dem Tode Heinrichs 1189 zurückgekehrt war, ebenso seine Abhandlung über die Deutung hebräischer Namen (Philippicus), für die er sich der Hilfe eines getauften Juden, wohl aus York, bedienen konnte. Seinen Lebensunterhalt finanzierte er durch ein Kanonikat in Lincoln. Er übte biblisch begründete Kritik an den Kreuzzügen. Unter anderem verfasste er 1188 eine Schrift De re militari, die stark von den herrschenden Lehrmeinungen abwich.
Im Jahr 1191 beauftragen die Päpste Clemens III. und Coelestin III., dessen Nachfolger, den Erzbischof Guido von Sens die Schriften Nigers zu prüfen und gegebenenfalls zu korrigieren, um sie nach erfolgter Approbation in die Reihe der katholischen Werke (inter catholicorum virorum opuscula) aufzunehmen.

## Ausgaben
- De re militari et triplici via peregrinationis Ierosolimitane. Einleitung und Edition (= Beiträge zur Geschichte und Quellenkunde des Mittelalters. Bd. 6). De Gruyter, Berlin u. a. 1977, ISBN 3-11-006827-3.